# Balthasar von Castelberg
Balthasar von Castelberg (* 17. Mai 1748 in Ilanz; † 1835 in Chur) war ein Schweizer reformierter Pfarrer und Konvertit.

## Leben
Balthasar von Castelberg wurde am 17. Mai 1748 in Ilanz im schweizerischen Kanton Graubünden als Sohn des Christoph von Castelberg und der Anna Deuther geboren. 1770 wurde Castelberg in die evangelisch-rätische Synode aufgenommen und erhielt eine Stelle als Pfarrer in Tenna. 1772 wechselte er nach Sagogn; zwei Jahre später nach Safien. Im gleichen Jahr heiratete er Elisabeth Sutter.
1778 wurde er dort entlassen, weil er sich angeblich der Herrnhuter Brüdergemeine verbunden fühlte. 1779 wurde er Pfarrer in Almens, wo er abwechselnd auf Deutsch und Rätoromanisch predigte.
1786 kehrte von Castelberg in seine Heimat Ilanz zurück, wo er Pfarrer wurde und 1804 Dekan des Grauen Bundes. Am 28. März 1820 wurde er Vikar von Perouse, aber bereits am 3. Mai 1820 kehrte er wegen fehlender Zeugnisse wieder nach Ilanz zurück und wurde dort Pfarrer. 1825 (1824?) gab er sein Pfarramt auf, trat im gleichen Jahr zum Katholizismus über und wurde aus der Synode ausgeschlossen. Die letzten Jahre seines Lebens verbrachte Castelberg auf dem bischöflichen Hof in Chur, wo er 1835 verstarb.
Von Castelbergs Sohn Valentin wurde 1819 aus der Synode ausgeschlossen; auch er trat 1824 zum Katholizismus über. Er war der Hauptgrund für den Streit zwischen seinem Vater und der Synode.
Der gleichnamige Enkelsohn Balthasar (1812–1897), Sohn Valentins und seiner Ehefrau geb. Barbara Junot, war als Diözesanpriester des Bistums Chur 1865 bis zu seinem Lebensende bischöflichen Landesvikar für Liechtenstein und ab 1867 Präses des Liechtensteinischen Priesterkapitels.

## Werke
- Priedi, qual calender un velig prender si? (Coira 1785)
- Reflexiuns sur il Ritorno da Protestant ner aschi nomnai Reformai tier la s. Baselgia cathoplica et apostolica (1825)